# Hunnebostrand
Hunnebostrand est une localité de la commune de Sotenäs dans le comté de Västra Götaland en Suède.
Sa population était de 1987 habitants en 2019.